# Luis Miguel
Luis Miguel Gallego Basteri (San Juan, 19 de abril de 1970), conhecido apenas como Luis Miguel, é um cantor e produtor musical mexicano nascido em Porto Rico. Miguel é conhecido por ser um dos cantores latinos mais populares da história, tendo gravado estilos como pop, jazz, big band, bolero, e mariachi, baladas românticas. Também é reconhecido como o único cantor latino de sua geração a não passar para o mercado de língua inglesa durante a "Explosão Latina" dos anos 90.
Luis Miguel ganhou cinco Grammys, quatro prêmios Grammy Latino, entre outros. É um dos mais reconhecidos pela Recording Academy EUA e o mais jovem a vencer o prêmio de cantores latinos, este aos 15 anos de idade para um dueto com a cantora escocesa Sheena Easton no assunto Me gustas tal como eres. Ele já vendeu mais de 118 milhões de álbuns em sua carreira.

## Biografia musical
Luis Miguel já vendeu cerca de 75 milhões de discos e conquistou os prêmios mais desejados da indústria da música, como uma estrela na Calçada da Fama (em Hollywood) e nove Grammys. Em 1999, aos 29 anos de idade, converteu-se no artista latino mais visto ao vivo na história da música.
- 1982: Grava seu primeiro disco 1+1=2 enamorados aos 12 anos de idade.
- 1984: Participa do filme Fiebre de amor com Lucero Hogaza e Ya nunca más.
- 1985: Ganha seu primeiro Grammy pela música "Me Gustas Tal Como Eres" em dueto com Sheena Easton. No mesmo ano é vice-campeão do Festival de Sanremo com Noi, ragazzi di oggi.
- 1987: Grava o CD Soy Como Quiero Ser álbum produzido por Juan Carlos Calderón. O grande hit foi a canção "Sin Hablar" em dueto com a cantora norte-americana Laura Branigan.
- 1990: O disco 20 años vende 600.000 cópias em somente uma semana.
- 1991: Lança Romance, disco que até o momento é o que mais cópias vendeu na história da indústria discográfica latina (12 milhões).
- 1992: Recebe prêmio da MTV de Melhor Vídeo Musical Internacional por "América".
- 1993: Recebe seu segundo Grammy pelo disco Aries.
- 1994: Grava, em dueto com Frank Sinatra, a canção "Come Fly With Me", que é incluída no álbum de Sinatra Duets II.
- 1994: Com Segundo Romance entra imediatamente na lista da Billboard na posição 29, posto mais alto jamais conseguido por um álbum em espanhol.
- 1995: Recebe seu terceiro Grammy por Segundo Romance.
- 1996: É inaugurada a sua estrela na Calçada da Fama (em Hollywood). Também neste ano os estúdios Disney o convidam a gravar "Sueña", tema do filme O Corcunda de Notre Dame.
- 1998: Ganha seu quarto Grammy pela Melhor Interpretação Latina de Pop.
- 1999: Ganha três Grammy Latino e inicia um relacionamento com a cantora americana Mariah Carey.
- 2001: É convidado por Michael Jackson para participar de seu projeto para arrecadar fundos com a gravação da canção "Todo para Ti" ("What More Can I Give"), unindo sua voz a Celine Dion, Gloria Estefan, Ricky Martin, Cristian Castro, Laura Pausini, Shakira, Thalía, Mariah Carey, Jon Secada, Alejandro Sanz, Julio Iglesias, Olga Tañon e Carlos Santana.
- 2002: É condecorado com o prêmio Luna pela Melhor Trajetória Artística.
- 2004: Oferece duas apresentações na praça de touros Las Ventas (em Madrid) reunindo mais de 35.000 pessoas, entre as quais os príncipes das Astúrias.
- 2006: Ganha dois prêmios Grammy pelo álbum México en la Piel.
- 2006: Faz história ao concluir uma série de trinta apresentações no Auditório Nacional da Cidade do México.
- 2007: No primeiro dia do mês de janeiro nasce seu filho, Miguel, fruto de sua relação com Aracely Arámbula.
- 2008: Lança um novo álbum, com "Si Tú Te Atreves" como carro chefe.
- 2010: Lança seu novo álbum Labios de Miel, divulgando-o em Las Vegas, no Caesars Palace, 15-18 de setembro.

## Discografia
- Un Sol (1982)
- Directo al Corazón (1982)
- Decídete (1983)
- Palabra de Honor (1984)
- Amándote a la Italiana (1985)
- También es Rock (1986)
- Soy Como Quiero Ser (1987)
- Busca una Mujer (1988)
- 20 Años (1990)
- Romance (1991)
- Aries (1993)
- Segundo Romance (1994)
- Nada es Igual (1996)
- Romances (1997)
- Amarte es un Placer (1999)
- Mis Romances (2001)
- 33 (2003)
- México en la Piel (2004)
- Navidades (2006)
- Cómplices (2008)
- Luis Miguel (2010)
- ¡México por siempre! (2017)

## Turnês
- 1990: 20 Años Tour
- 1991: Romance Tour
- 1993: Aries Tour
- 1994: Segundo Romance Tour
- 1995: El Concierto Tour
- 1996: América Tour 1996
- 1997: Romances Tour
- 1999: Amarte es Un Placer Tour
- 2002: Mis Romances Tour
- 2003: 33 Tour
- 2004: México en la Piel Tour
- 2008: Cómplices Tour
- 2010: Luis Miguel Tour
- 2012: 30 Años de carreira Tour
- 2013: The Hits Tour
- 2014: Deja Vu Tour

## Prêmios e indicações

### Grammy Latino
| Ano  | Categoria                                 | Indicação           | Resultado |
| ---- | ----------------------------------------- | ------------------- | --------- |
| 2000 | Álbum do Ano                              | Amarte Es un Placer | Venceu    |
| 2000 | Melhor Performance Vocal de Pop Masculina | Tu Mirada           | Venceu    |
| 2000 | Melhor Álbum Vocal de Pop                 | Amarte Es un Placer | Venceu    |
| 2000 | Canção do Ano                             | "O Tú o Ninguna"    | Venceu    |

- Em 1985, recebe seu primeiro Grammy Award na categoria "Melhor Performance Mexicana-Americana" pelo dueto com a cantora Sheena Easton na música "Me Gustas tal Cómo Eres".
- Em 1985, recebe a Antorcha de Plata no Festival de Viña del Mar, pelo dueto com Sheena Easton na canção "Me Gusta tal Cómo Eres".
- Em 1985, conquista o segundo lugar no Festival de Sanremo na Itália pela canção "Noi Ragazzi di Oggi".
- Em 1990, ganha mais duas Antorcha de Plata no Festival de Viña del Mar.
- Em 1991, é reconhecido na Coreia do Sul como "Melhor Artista Internacional" pelo álbum Romance.
- Em 1992, recebe um prêmio na Espanha.
- Em 1992, ganha o Billboard Award nas categorias "Melhor Artista Latino", "Melhor Álbum em Espanhol" (pelo álbum Romance) e "Melhor Cantor em Castelhano".
- Em 1993, recebe o Billboard Award nas categorias "Melhor Artista Latino Masculino do Ano", "Melhor Álbum em Espanhol do Ano" por Aries.
- Em 1993, ganha o Grammy Award na categoria "Melhor Álbum de Pop Latino" por Aries.
- Em 1994, ganha o Grammy Award na categoria "Melhor Artista Masculino Latino" pelo álbum Segundo Romance.
- Em 1996, recebe uma estrela na Calçada da Fama.
- Em 1997, ganha o Grammy Award na categoria "Melhor Artista de Pop Latino do Ano" pelo álbum Romances.
- Em 2000, ganha o Grammy Award nas categorias "Melhor Álbum do Ano" e "Melhor Álbum de Pop do Ano" por Amarte es un Placer.
- Em 2002, recebe o Premio Luna do México, por seus vinte anos de carreira.
- Em 2005, recebe o Grammy Award na categoria "Melhor Álbum de Ranchera" e "Melhor Álbum Mexicano" por México en la Piel.
- Em 2006, ganha a Estela de Plata por sua tour no México, que foi feito trinta shows somente no Auditorio Nacional.
- Em 2008, recebe uma indicação ao Grammy Awards pelo álbum de natal Navidades, que se torna o primeiro álbum de natal a ser indicado ao prêmio na categoria "Melhor Álbum de Pop Latino".
- Em 2011, o reconhecimento do Auditório Nacional[5] por ser o único artista com 200 apresentações na história do recinto.
- A turnê de 2011 foi classificada na #3 HOT TOURS da Revista Billboard.
- Artista nomeado # 1 em mais acumulado nos charts hits "Hot Latin Songs" Billboard Magazine 25 Anos de Billboard "Hot Latin Songs".
- No dia 22 de fevereiro de 2012 no Festival Internacional de la Canción de Viña del Mar[6] é premiado com 3 "Gaivotas" (ouro, prata, platina) e as chaves da cidade.
- No dia 2 de setembro de 2012 no "Festival People en Español"[7] é premiado com "Lifetime Achievement Award" e "Mayor for a Day" na cidade de San Antonio, Texas.
- No dia 22 de outubro de 2012, na Argentina, recebeu das mãos da presidente Cristina Kirchner uma placa em reconhecimento às suas 100 apresentações naquele país (1982-2012).
- Em outubro de 2012 foi nomeado "Convidado Ilustre" pela cidade de Antofagasta.
- Em 13 de setembro de 2013 em Las Vegas é premiado com o "Diamond Award", um certificado do Nevada Governor's Office por suas contribuições para o estado, um certificado do Senado dos Estados Unidos reconhecendo-o como um dos principais artistas hispânicos no mundo , e "Dia de Luis Miguel".

## Biografias
- Luis Miguel: La historia por Javier León Herrera[8]
- Luis Mi Rey por Javier León Herrera[9]
- Micky: un tributo diferente por Martha Figueroa[10]
- El gran solitario por Claudia De Icaza[11]